# Peter Suter (Maschinenbauingenieur)
Peter Suter (* 14. Juni 1930 in St. Gallen; † 28. Dezember 2023; heimatberechtigt in Baden AG) war ein Schweizer Maschinenbauingenieur und Professor an der ETH Zürich.

## Leben
Peter Suter schloss sein Studium an der ETH Zürich 1954 mit dem Diplom als Maschineningenieur ab. Nach vier Jahren Assistenzzeit wechselte er 1958 zur Firma Gebrüder Sulzer, wo er bis 1968 in der Pumpen- und Gasturbinenabteilung als Konstruktions- und Entwicklungsingenieur tätig war. 1960 promovierte er bei Walter Traupel zum Dr. sc. techn. an der ETH Zürich. Ab 1968 war Suter als Leiter Entwicklung bei der Brown Boveri-Sulzer Turbomaschinen AG tätig, bevor er 1970 ordentlicher Professor an der EPF Lausanne wurde und dort das Institut de Thermique Appliquée aufbaute. Neben dem angestammten Bereich der Turbomaschinen wurden dabei die Lehre und Forschung in Klima-, Heizungs- und Sonnenenergietechnik aufgenommen. 
Auf den 1. Oktober 1983 wählte der Bundesrat Suter schliesslich zum ordentlichen Professor für Energiesysteme an der ETH Zürich. Hier war er in den Jahren von 1983 bis 1985 sowie 1992 bis 1994 Vorsteher des Instituts für Energietechnik und von 1992 bis 1995 Mitglied des ETHZ-Forums für Umweltfragen. 1988 wurde er zudem für eine Amtsdauer von vier Jahren als Leiter des Teilbereichs Allgemeine Energieforschung am Paul Scherrer Institut (PSI) gewählt, wo er den Aufbau der damaligen Labors für Energiesysteme und Umweltsysteme begleitete und durch die Betreuung von Doktorarbeiten an Projekten der Verbrennungsforschung zur Minderung der Stickoxidemissionen von Gasturbinen teilnahm. Nach einer erfolgreichen Tätigkeit in Lehre und Forschung wurde Suter am 1. Oktober 1995 emeritiert.

## Forschung
Forschungsschwerpunkte von Suter waren unter anderem Optimierungsstrategien für die Steuerung von Energiesystemen in Gebäuden, die Bildung dynamischer Modelle von Komponenten, die Optimierung bivalenter Anlagen mit solaren Elementen sowie Energiekonzepte für Entwicklungsgebiete.

## Mitgliedschaften
Ab 1978 war Suter Präsident der Schweizerischen Kommission zur Nutzung der Sonnenenergie (KNS) und Mitglied der Eidgenössischen Energiekommission als Vertreter der erneuerbaren Energieformen.

## Publikationen (Auswahl)
- Theoretische Untersuchung über die Seitenwandgrenzschichten in Axialverdichtern. Diss. ETH Nr. 2882, Zürich 1960 (doi:10.3929/ethz-a-000268005).